# Manzaneda (estación de esquí)

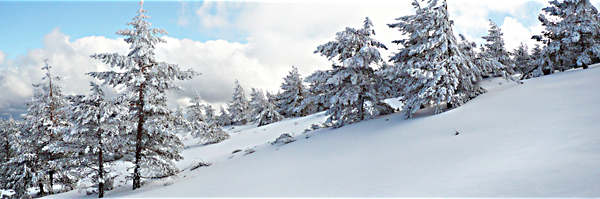
Pinares de Manzaneda

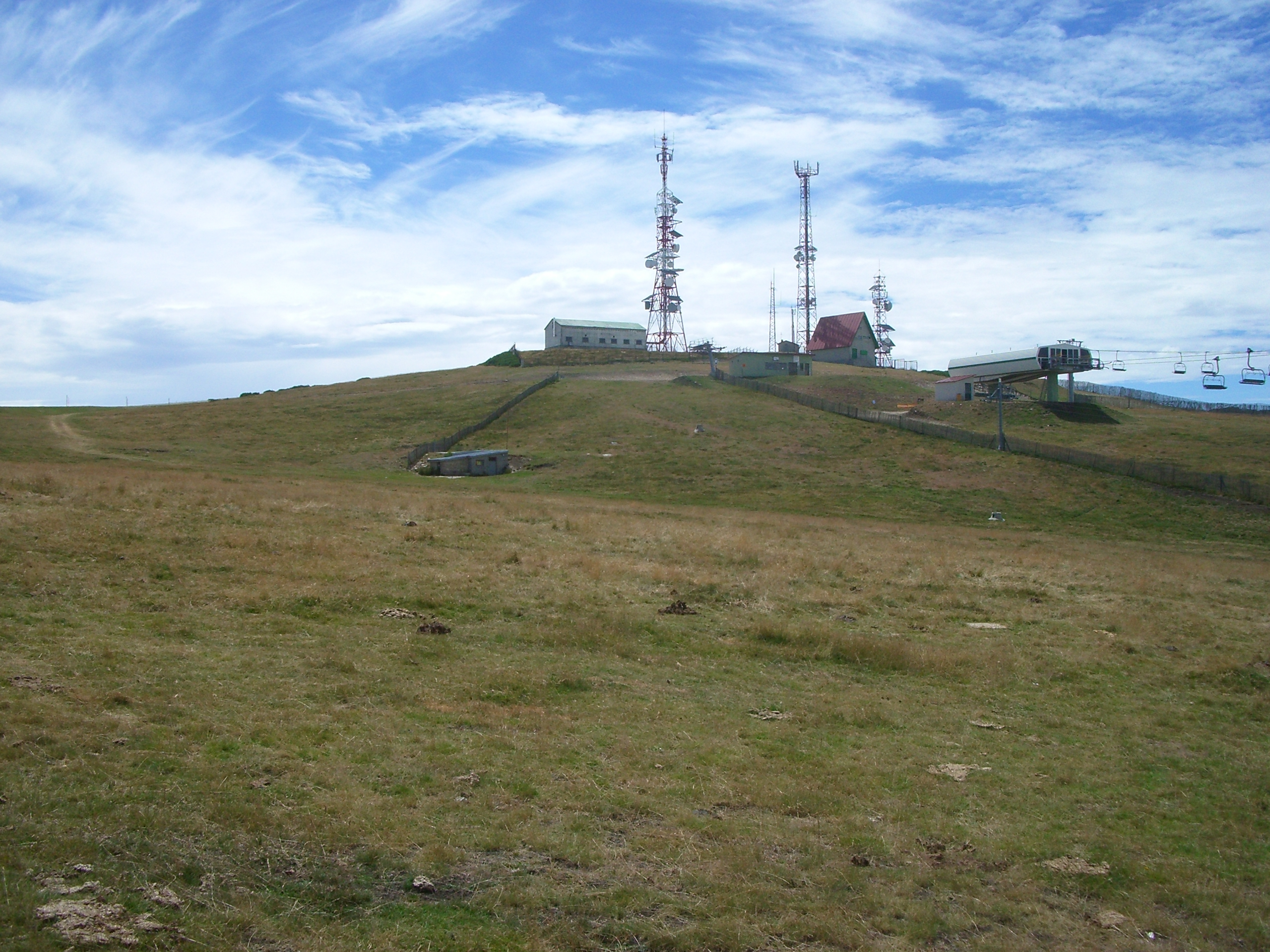
Cima de la Cabeza de Manzaneda

La estación de esquí de Manzaneda, llamada también popularmente Cabeza de Manzaneda, está localizada en la parte oriental de la provincia de Orense (España), a caballo entre los municipios de Manzaneda y Puebla de Trives. Actualmente es la única estación de esquí de Galicia. Aprovecha las laderas norte y este de la cumbre más elevada del Macizo Central Orensano, conocida por los lugareños como Cabeza Grande (1780 m s. n. m.)

## Descripción
Manzaneda es una pequeña estación de esquí orientada para el disfrute de un esquí familiar y tranquilo. Se encuentra inmersa en un gran pinar de más de 2000 ha que le dota de una enorme belleza, especialmente en invierno. Si bien no dispone de una gran extensión de pistas (17 km), ofrece preciosos itinerarios fuera pistas por el bosque entre pinos a los conocedores de la zona.
Fue una de las primeras estaciones de esquí de España en apostar por la desestacionalización y ofrecer un amplio abanico de actividades para disfrutar de la montaña en todas las épocas del año.

## Localización
Se encuentra a 18 km de Puebla de Trives, desde donde se accede por una carretera local. Dista 90 km de la capital provincial (Orense), 100 km de Ponferrada, 180 km de Vigo o Santiago de Compostela y 280 km de Oporto (Portugal). La mejora de las comunicaciones en Orense y en el norte de Portugal ha hecho que cada vez más portugueses visiten la estación.

## Historia
Si bien la práctica del esquí en Galicia comenzó en los años 30 en las montañas de la comarca de Valdeorras, en la sierra del Eje, límite de Orense con las provincias de Zamora y León, la lejanía de esta zona propició que los aficionados gallegos, especialmente los vigueses y orensanos pronto volviesen sus miras a las montañas del macizo central. La vertiente norte de la sierra de Queija, accesible a pie desde la villa de Puebla de Trives presentaba unas características de innivación que hacían posible la práctica del esquí en ellas. Ya en los años 50 algunos entusiastas se embarcaban en un agotador viaje de varias horas hasta Trives, dormían allí y al día siguiente subían a pie por caminos de pastores, desde el pueblo (a 750 m de altura) hasta los 1450 m donde se ubican las primeras laderas adecuadas para la práctica del esquí, con el objeto de disfrutar del placer de unas bajadas sobre los prados nevados.
La construcción de la presa de Chandreja de Queija exigió el trazado de la carretera que une Chandreja con Trives, mejorando la accesibilidad de la sierra. A mediados de los años 60 se instaló en la cima de la sierra la antena principal del sistema Decca Navigator que daba servicio de radiolocalización a la flota pesquera del Cantábrico y Galicia. Ello conllevó la construcción de un acceso hasta la cumbre que facilitó el acercamiento a la nieve de Manzaneda.
En el año 1965 miembros orensanos del club de montaña Pena Trevinca se plantearon la creación de una zona estable de esquí en Manzaneda. Poco a poco la afición fue calando y 4 años más tarde, en 1969, se levantó el refugio de montaña y se instaló el primer remonte permanente. Estamos en el invierno de 1968-1969 y, en broma, aprovechando el tirón de los juegos olímpicos de Grenoble, se empieza a conocer como Manzanoble.
Durante los años siguientes se puede hablar casi de avalancha de visitantes. En 1971 comienza el asfaltado de la carretera hasta el refugio y se fraguan los planes de expansión. La afición al esquí crece de forma imparable e innumerables autobuses acuden todos los fines de semana cargados de esquiadores. 
El año 1972 es clave en la historia de Manzaneda. Con el remate de la línea eléctrica y la carretera se planea un complejo hotelero y residencial de entidad, con dos áreas de servicios, con hoteles y bungalós cada una y una inversión de 70 000 000 de pesetas. Se instalarán telesquís y ya se estudia la implantación de un telesilla como base central del sistema de remontes. Nace MEISA (Estación de Invierno Manzaneda, S.A.), la empresa que pretende desarrollar todo ese plan de expansión y que es la que gestionará la estación desde entonces hasta el presente. Se aprovechan las instalaciones de la cota superior abandonadas unos años antes por los técnicos de Decca (que vieron que el emplazamiento de las antenas no era el adecuado por la dificultad de su mantenimiento en la época invernal) para edificar el apartotel Fontefría. Mientras tanto, en la base de la estación se construyó el hotel Queixa, un bello edificio alpino.[cita requerida]
Años posteriores verían el incendio del hotel Queixa, reedificado posteriormente en forma de apartamentos, y la construcción de los apartamentos Galicia, base principal de la estación.
La estación ganó aún mayor popularidad con la estancia en verano de equipos de fútbol de primera división, entre ellos el Real Madrid que acudió durante 3 años. Tras ese período de bonanza, a finales de los años 80, unas temporadas de escasez de nieve llevaron a la empresa a una situación límite, obligando a los propietarios a deshacerse de ella. Pasaría en el año 1990 a ser una empresa pública controlada mayoritariamente por la Junta de Galicia.

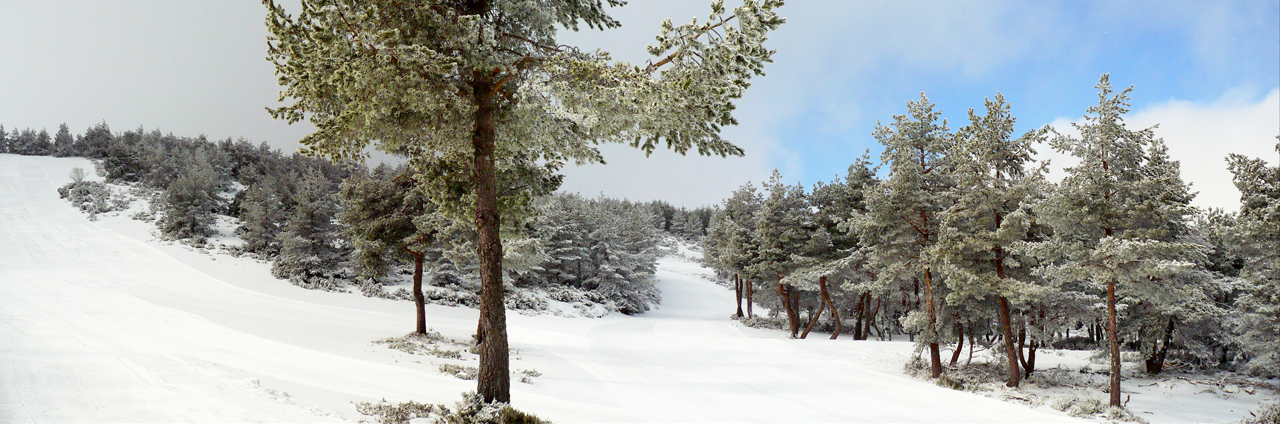
Pistas entre pinos en Manzaneda.

A mediados de los años 90 se apuesta fuertemente por la diversificación de la oferta. Se construye un moderno pabellón polideportivo cubierto en la nieve. A principios de los años 2000 se mejora la carretera de acceso desde Trives y se adquieren dos modernos telesillas que jubilan al mítico telesilla Manzaneda que había prestado su servicio ininterrumpidamente durante 30 años.
En estos últimos años se ha efectuado una importante inversión en su bike park (circuitos preparados para el descenso en bicicleta de montaña), pero no se ha descuidado el resto de los servicios: modificando la piscina para crear un Spa con circuito termal, mejorando sus instalaciones de hostelería, tanto en la base de la Estación como las cafeterías en pistas, así como la construcción y puesta en marcha de una Tirolina Gigante y un Parque Multiaventura.

## Alojamiento
La estación de Manzaneda dispone de un apartotel con 400 plazas de alojamiento, así como dos albergues: Albergue Queixa y Albergue Bibei.
En los terrenos de la estación, prácticamente entre las pistas de esquí, también se sitúa un albergue de montaña perteneciente al Club Alpino Ourensán, donde es posible pernoctar contactando previamente con la dirección del club.
En un radio de 15 km existe una amplia oferta de alojamientos que incluyen pensiones, hoteles y casas y pazos de turismo rural.

## Servicios
La estación está abierta todo el año. Ofrece un restaurante a la carta "Os Arandos" y un restaurante autoservicio "Manzaneda". Cafeterías en la base de la Estación y en pistas, Disco-Pub, tiendas, enfermería y Centro de Primeros Auxilios, completan la oferta del complejo Turístico.
Destaca además su oferta de instalaciones deportivas: piscina climatizada cubierta de 25 m, circuito de Spa, sauna, hidromasaje, un moderno pabellón polideportivo cubierto y gimnasio, que están abiertos todo el año, y que se completan fuera del invierno con las instalaciones deportivas al aire libre: campos de fútbol, baloncesto, voleibol, pistas de tenis y picadero.

### En invierno
Manzaneda se convierte en la estación de esquí de Galicia. Ofrece 23 pistas homologadas de Esquí alpino de diversas dificultades; un circuito de 5 km para Esquí de fondo (sin pisar); y un Snowpark con diferentes módulos.
Los remontes comprenden 4 telesquís y dos modernos telesillas de cuatro y seis plazas desembragable que permiten desplazar a 7.600 esquiadores/hora.
Dispone de escuela de esquí, para aquellos/as que quieran iniciarse o perfeccionar su técnica y también dispone de un renovado servicio de alquiler de material de esquí y snowboard.

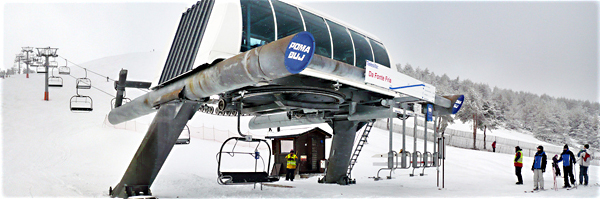
Telesilla Fontefría

### El resto del año
La variedad de instalaciones permite practicar diferentes disciplinas deportivas en altura: de hecho Manzaneda es escogida todos los años por clubes deportivos para realizar su preparación de comienzo de temporada en deportes como el fútbol, baloncesto, balonmano, natación o ciclismo.
Otras posibilidades de ocio estival incluyen el aprendizaje de equitación y paseos a caballo, circuito de karts, tiro con arco, tenis, parque multiaventura, tirolina gigante, Paintball, rutas en Quad, BTT o senderismo.
Manzaneda está certificada por el Instituto para la Calidad Turística Española Archivado el 26 de mayo de 2020 en Wayback Machine. conforme a los requisitos de la Norma UNE 188003:2009 - Turismo Activo, desde el año 2011.

## Bike Park
Manzaneda cuenta con uno de los mejores Bike Park de España[cita requerida]. Siete pistas balizadas discurren por el bosque, con obstáculos naturales y artificiales: bumps, pasarelas de madera, saltos, losas y trialeras, diseñados para todos los niveles. El telesilla de seis plazas permite remontar rápidamente a los bikers. Entre los eventos especiales durante los veranos destaca "La Avalancha": un descenso de más de 1100 metros de desnivel en 16 km de recorrido desde la cima hasta el pueblo de Manzaneda.

## Atractivos de la Zona
Existen numerosas rutas señalizadas para senderismo y bicicleta de montaña que discurren por medio del bosque alrededor del núcleo de la estación. Entre ellas destaca la ruta de los curros, una ruta de unos 20 km que permite visitar los refugios usados por los pastores en la zona alta de la sierra, para ellos y sus rebaños, durante la época estival.

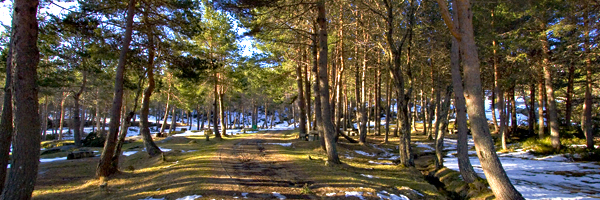
Ruta dos curros en primavera

La situación geográfica de la estación es ideal para visitar la zona oriental de la provincia de Orense, la comarca del Bierzo y el norte de Portugal. Recorriendo muy pocos kilómetros tenemos un amplio abanico de posibilidades turísticas como:
- Los Cañones del Sil.
- La vía Nova, una vía romana de carácter secundario, que permite seguir la huellas de los romanos pasando por el puente de Trajano sobre el Río Bibey y acercándonos a las explotaciones auríferas de Montefurado o Las Médulas con sus impresionantes excavaciones.
- Las comarcas vitivinícolas de Valdeorras, Ribeira Sacra y Monterrey.
- Las zonas montañosas próximas de Trevinca, Enciña de Lastra y el parque natural de O Invernadeiro de protección especial.
- Las villas medievales de Castro Caldelas y Manzaneda, el monasterio de Montederramo y Puebla de Trives.
- El embalse de Chandreja de Queija

## Ciclismo
Esta estación de esquí ha sido final de etapa en varias ocasiones en vueltas locales y en la desaparecida Vuelta a Galicia. Aunque hay varios posibles itinerarios para la ascensión, sin duda el más duro es el que parte del Puente del Bibey, en la carretera OU-636, a 315 m s. n. m. y pasando por el pueblo de Manzaneda, termina en las antenas de la cima a 1760 m s. n. m. Son 25 km de duro ascenso con rampas de hasta el 17% que hicieron las delicias de los aficionados en la edición de 1993 de la Vuelta a Galicia. En esa etapa se impuso el ciclista americano Andrew Hampsten con gran diferencia sobre el resto de participantes que llegaron a cuenta gotas. El director de la Vuelta a Galicia en aquella época era asimismo director de la Vuelta a España, y asombrado por la dureza del puerto prometió su inclusión en edición 2011 de la carrera, donde Manzaneda fue puerto de montaña de categoría especial y final de la etapa Verín - Estación de Montaña Manzaneda (171 km). El ganador fue el ciclista francés David Moncoutié.